# Diradops maijae
Diradops maijae là một loài tò vò trong họ Ichneumonidae.